# Gegants de Centelles
Els gegants de Centelles són dues parelles de gegants del poble de Centelles, on la tradició gegantera es remunta a la dècada de 1920. El poble té dues parelles de gegants i també compta amb gegantons i capgrossos.

## En Perot i la Coloma o gegants vells

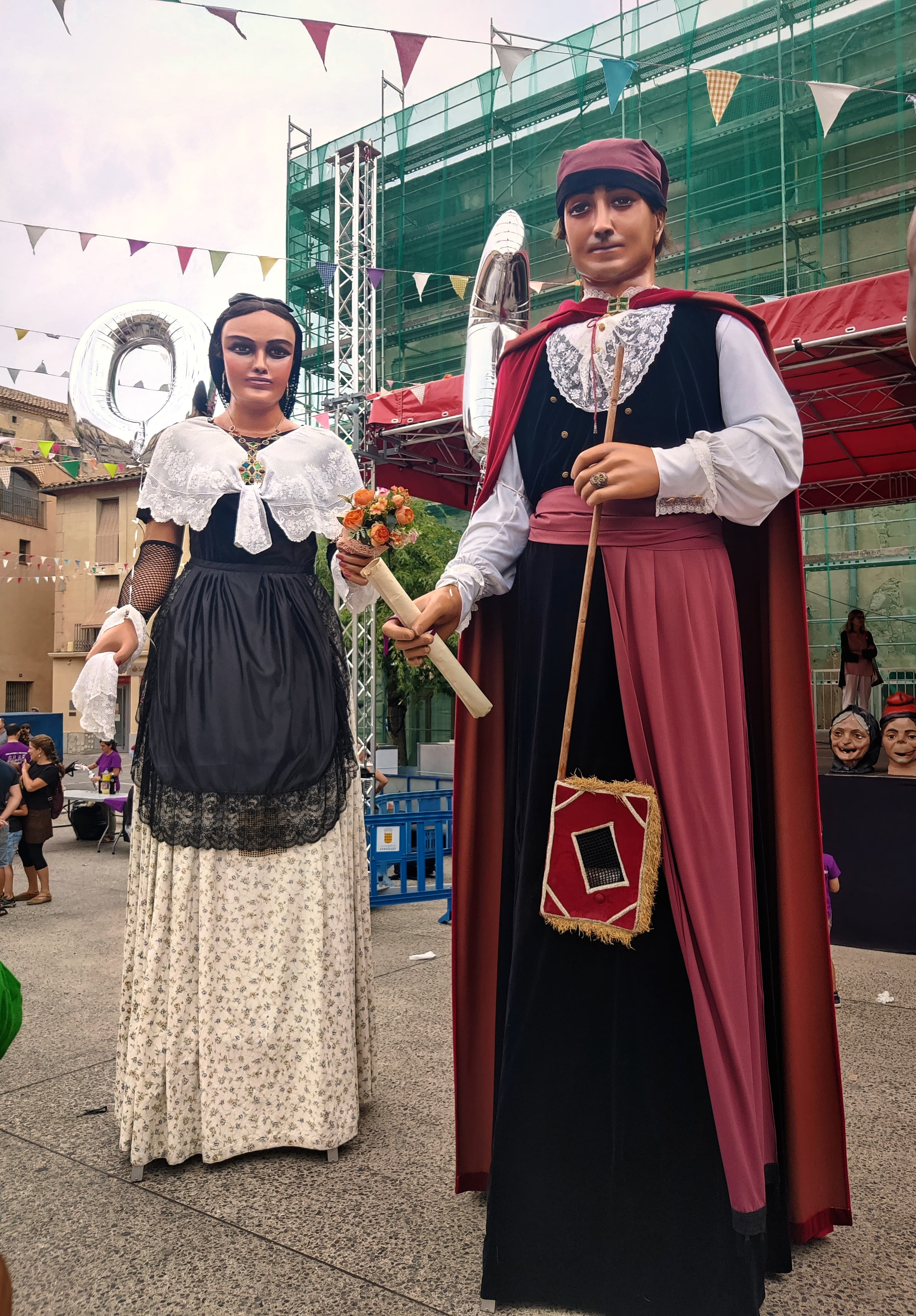
La Coloma i el Perot celebrant els 70 anys.

En Perot i la Coloma són els primers gegants que va tenir Centelles. Són dues figures d'aparença humana i amb les vestimentes tradicionals de pagès elegant i pubilla catalana. La Coloma pren el nom de la patrona de la vila, Santa Coloma i en Perot sorgeix d'un nom molt habitual a Centelles en aquell moment, Pere. El sufix -ot es va afegir per diferenciar els noms dels gegants d'una parella de vilatans d'aleshores, que tenien els mateixos noms.
La primera parella de gegants de Centelles daten de l'any 1920. Van néixer per iniciativa de l'associació d'antics alumnes del col·legi dels germans Maristes de la vila. El disseny i la construcció d'en Perot i la Coloma així van anar a càrrec d'un estiuejant procedent de Barcelona, l'artista Joaquim Renart.
Els gegants actuals daten de 1953 i van ser construïts al taller El Ingenio, a Barcelona. Els gegants van ser dissenyats pel mateix Joaquim Renart, que havia dissenyat els gegants originals de 1920.

## La Cent i en Teies o gegants nous

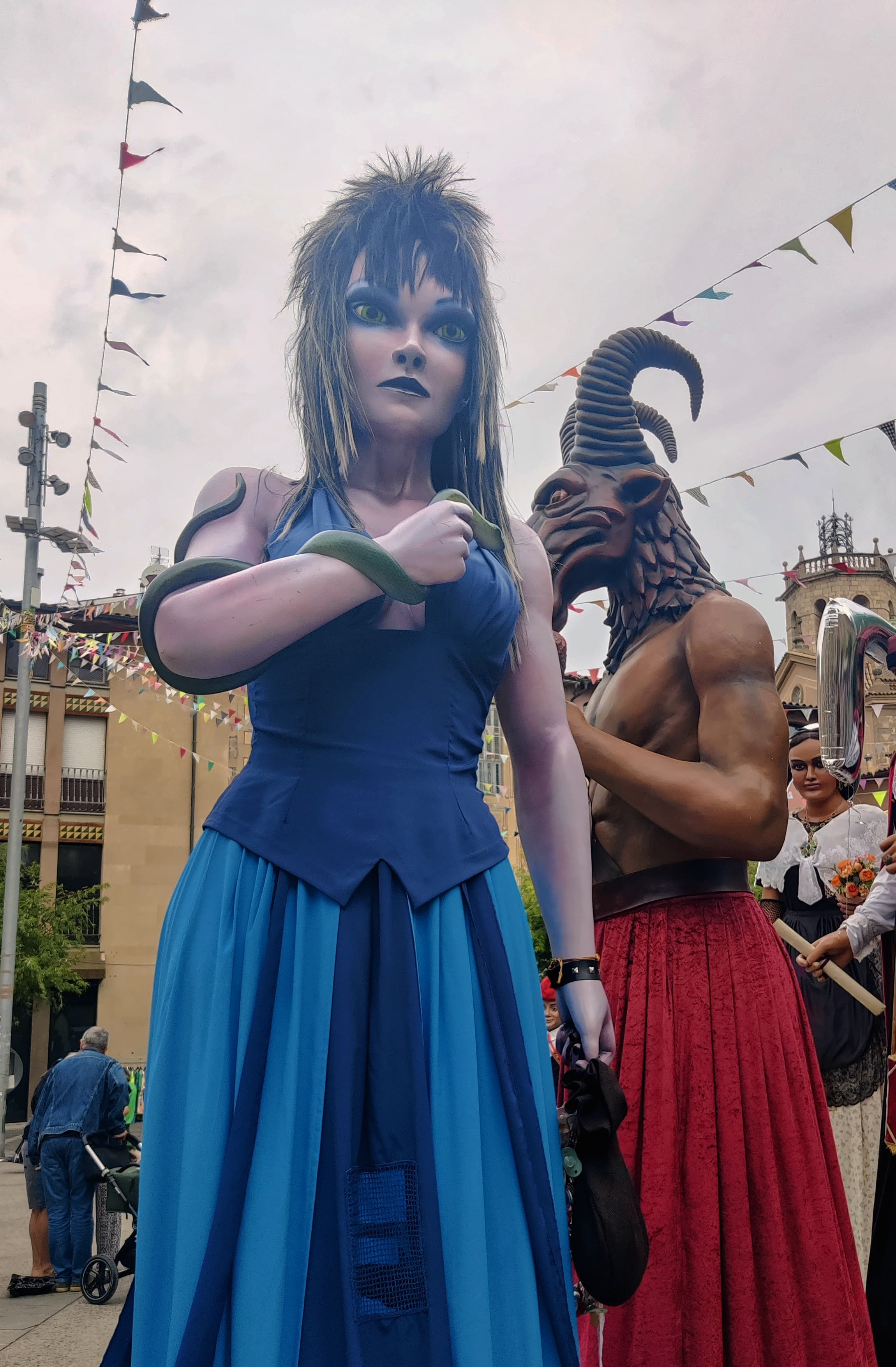
La Cent i en Teies el 2023

La Cent i en Teies són una parella de gegants creats el 2007. Representen una bruixa i un humà amb cap de boc. Van ser construïts pel taller Alma Cubrae, de Banyoles.
La figura de la Cent representa una bruixa, fent referència a les llegendes que vinculen el poble de Centelles a la bruixeria i per la qual les dones de Centelles tenen més possibilitat de ser bruixes pel simple fet d'haver nascut al poble.
En Teies, gegant de forma humana però amb un cap de boc, fa referència a la llegenda per la qual temps era temps els habitants del voltant del castell de Sant Martí de Centelles van defensar-se d'un atac per part dels sarraïns lligant teies enceses a les banyes de cinquanta moltons o bocs. Els sarraïns, en veure cent torxes enceses a la llunyania van pensar que els esperava un gran exèrcit i van fugir. D'aquestes cent teies enceses, sorgiria el nom del poble.

## Gegantons i capgrossos
El gegantó Martí es una figura creada l'any 2015 i representa un galejador. El bateig del gegantó es va realitzar durant la festa del Pi d'aquell any.